# Sistema di specchi rotanti

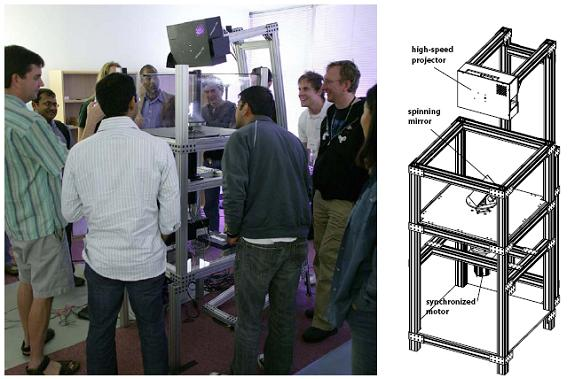
Schema e immagine che mostra il sistema specchio rotante con il motore sincrono per il loro movimento utilizzando un proiettore ad alta velocità.

I sistemi di specchi rotanti sono utilizzati per la costruzione grafica 3D interattiva e la visione autostereoscopica da parte di più spettatori contemporaneamente su uno  schermo, dato che permettono di generare una vista diversa per ogni spettatore a seconda dell'angolo di visione che assume lo schermo.
Poiché questi specchi sono mobili e rotanti, possono creare una prospettiva diversa a 360 gradi e quindi essere utilizzati in sistemi che cercano di creare immagini omnidirezionali. Inoltre si adattano ai possibili sistemi multivisione quindi producono una corretta interpretazione del campo di luce sebbene il potenziale spettatore si collochi a una distanza maggiore o minore o ad un'altezza maggiore o minore.
Se combinati con un videoproiettore ad alta velocità e con circuiti con la decodifica corretta, consentono di ottenere prospettive diverse fino a ogni 1,25 gradi.
Un sistema simile fu commercializzato nel 1981 per la console di gioco Entex Adventure Vision. La console, tuttavia, non mirava alla visualizzazione 3D, ma utilizzava lo specchio rotante per proiettare un'immagine 2D da una fila di LED.

## Sistema di specchi rotanti

### Motivazione
I precedenti sistemi volumetrici proiettavano le immagini in un piano di rotazione diffuso, quindi la luce rimaneva dispersa in tutte le direzioni. Sfortunatamente, questi display non potevano ricreare effetti come per esempio la determinazione della superficie nascosta. Dalla necessità di creare un sistema in grado di risolvere difetti come questo è nata l'idea di un sistema di specchi giroscopici coperto da un diffusore olografico anisotropico.

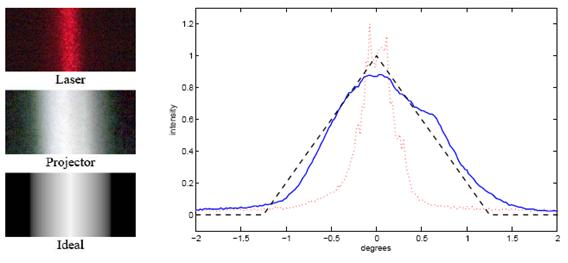
Caratteristiche di riflettanza anisotropa del sistema specchio.
- Sinistra: Fotografie di un laser e di un proiettore video sottile linea riflette nel diffusore olografico e riflettore. La larghezza totale orizzontale su ogni singola immagine è di quattro gradi. L'immagine sotto mostra la distribuzione ideale di interpolazione bilineare, il cui raggio coincide con la separazione angolare di 1,25 ° di vedute successive dello schermo.
- Destra: Grafici dei profili orizzontali intensità delle immagini a sinistra. Il laser a luce rossa, blu e nero ideale proiettore (interpolazione bilineare)

### Operazione
Lo specchio riflette l'area della proiezione di ogni pixel in una ristretta gamma di punti di vista. Con il diffusore olografico in grado di controllare la larghezza e l'altezza di questa regione. Questo diffusore creiamo una relazione tra X e Y la diffusione di circa 1:200.
Orizzontalmente, la superficie è considerevole Speculazione, in quanto per mantenere una separazione in gradi tra i diversi punti di vista. Verticalmente, lo specchio è ampiamente diffusa in modo che l'immagine proiettata può essere visto praticamente da qualsiasi altezza.
Il profilo orizzontale del lobo speculare è di circa interpolazione bilineare adiacenti tra diversi punti di vista. La mozione specchio blur aggiunge alcune linee aggiuntive che migliorano la riproduzione di immagini retinate a scapito della risoluzione angolare.

### Montaggio
Il diffusore anisotropico olografica e riflettore sono montati in un pannello di fibra di carbonio e collegato ad un volano in alluminio di 45 gradi. La ruota gira in modo sincronizzato con il rispetto per le immagini visualizzate dal proiettore.

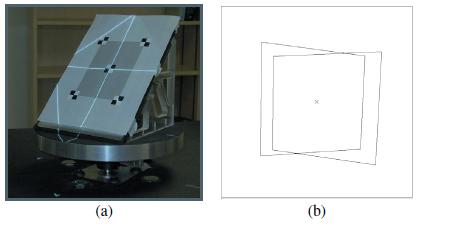
a) gli indicatori utilizzati per determinare la matrice di proiezione. b) I quattro angoli si vede il proiettore con lo specchio a 0 gradi e 180 gradi.

### Sincronizzazione in un sistema
Dal momento che l'output frame rate di un PC scheda grafica non è sempre costante e non può essere modificato al volo, utilizzando il segnale di uscita video del PC come principale (master) per la sincronizzazione del sistema. Il proiettore crea anche ad alta velocità di codifica dei segnali velocità di frame di oggi. Questi segnali sincroni di controllo sono inviate direttamente a un sistema intelligente motore (es. Animatics SM3420D) che assicura che la velocità del motore di movimento dello specchio è tenuto sincronizzato con i segnali inviati dal proiettore.
Come lo specchio ruota 20 volte al secondo, la persistenza della visione crea l'illusione di un oggetto galleggiante nel centro dello specchio.

### Progettazione della grafica sullo schermo

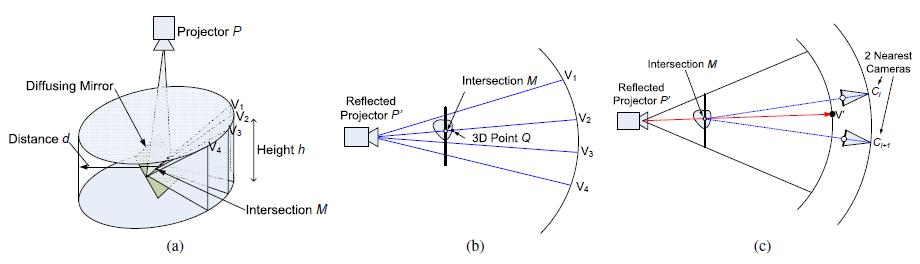
a) una Traversa di un raggio di diffondere la luce verticale con punti di vista (V) in un circolo vizioso. b) vista dall'alto, i raggi divergono nello specchio che riflette un punto nodale per ciascuno dei molteplici punti di vista. Il punto di vista corrispondente a Q è al vertice della intersezione tra il raggio di P'Q e il cerchio della visione V. c) Quando un campo di pre-elaborato luce, V 'determina il punto di vista orizzontale più vicina al nostro campione.

In questa sezione si definisce come fare una scena 3D per mostrare la giusta prospettiva, con la fornitura di scanline o ray tracing. Partiamo dal presupposto che lo specchio rotante si concentra su l'origine e il suo asse di rotazione è l'asse verticale, con il video proiettore al punto P sopra lo specchio. Si supponga inoltre che il punto di vista che vogliamo ottenere questo ad un'altezza h e una distanza d dall'asse Y. Per la simmetria rotazionale del nostro sistema, siamo in grado di produrre immagini prospettiva corretta per ogni posizione di visualizzazione del cerchio definito da H, V e D, la creazione di immagini di binocoli da H e D sarà simile per entrambi gli occhi. In pratica, la serie di punti di vista dalla prospettiva che definisce V non deve essere un cerchio continuo, ma può passare attraverso una varietà di posizioni a distanze diverse e monitorare altezze.

## Doppio sistema di specchi rotanti

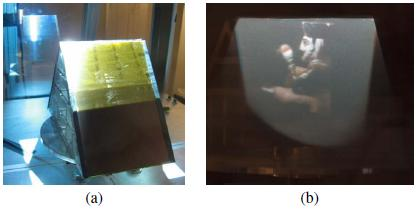
a) due specchi per visualizzare immagini a colori con ciano e filtri d'arancio sotto le emittenti televisive. b) una fotografia a colori delle immagini ottenute con questo sistema.

Grazie a questo semplice sistema in grado di generare le versioni di colore delle nostre immagini. Come mostrato nell'immagine a destra sulla necessità di avere un sistema di due specchi in una tenda. 
Su ogni lato del negozio, un filtro di colore posto tra i film diffusore olografico e il primo specchio di superficie, in questo modo possiamo evitare di introdurre riflessioni speculari. I filtri utilizzati sono ciano filtro da un lato e di un filtro arancione per l'altro, in modo da ottenere la divisione approssimativa delle lunghezze d'onda dello spettro visibile in modo uniforme a breve e lungo termine. Colori RGB vengono convertiti in un sistema di arancia e ciano, e si prevede. Per ottenere il colore, è necessario calibrare ogni sistema specchio piano in modo indipendente. Quindi l'immagine è in due parti, una per il lato del filtro arancione e uno per il lato del filtro ciano, in tal modo il processo di calibrazione assicura che ogni lato è reso a tutti i punti di vista. L'effetto per lo spettatore è simile al sistema di Kinemacolor 2 film a colori e la scelta dei filtri permette la riproduzione del colore per l'uso in molte scene. Oltre a realizzare il colore, il doppio sistema di mirror raddoppia il numero di immagini al secondo che viene visualizzato agli spettatori, che consente la velocità di fotogrammi in sequenza è molto più stabile rispetto al sistema in bianco e nero.

## Applicazioni
- Sistema di Maeda [Maeda, 2003] si basa su un sistema di rotazione del monitor LCD. La massa di questa limiti tasso di refresh del monitor, permettendo solo cinque giri al secondo, ricevendo solo cinque volte indipendenti.

- Sistema Transpost [Otsuka, 2006]: le 24 foto intorno al bordo esterno delle immagini video proiettate e riflessa in uno schermo di queste rapida rotazione del filtro anisotropico con un cerchio creato da diversi lati di specchi.

- Videoconferenza 3D [California, 2009]: basato su una struttura costituita da due specchi che riflettono immagini, la creazione di diversi punti di vista sulla loro 360 gradi.